# Medalla Milagrosa
Medalla Milagrosa – stacja metra w Buenos Aires, na linii E. Znajduje się pomiędzy  stacją Emilio Mitre, a Varela. Stacja została otwarta 27 listopada 1985.